# New York World
New York World là một tờ báo được xuất bản ở thành phố New York trong giai đoạn từ năm 1860 đến năm 1931. Tờ báo này đóng một vai trò quan trọng trong lịch sử báo chí Mỹ với tư cách là kênh phát ngôn hàng đầu của Đảng Dân chủ. Nó được bán lại vào năm 1931 và sáp nhập vào New York World-Telegram.

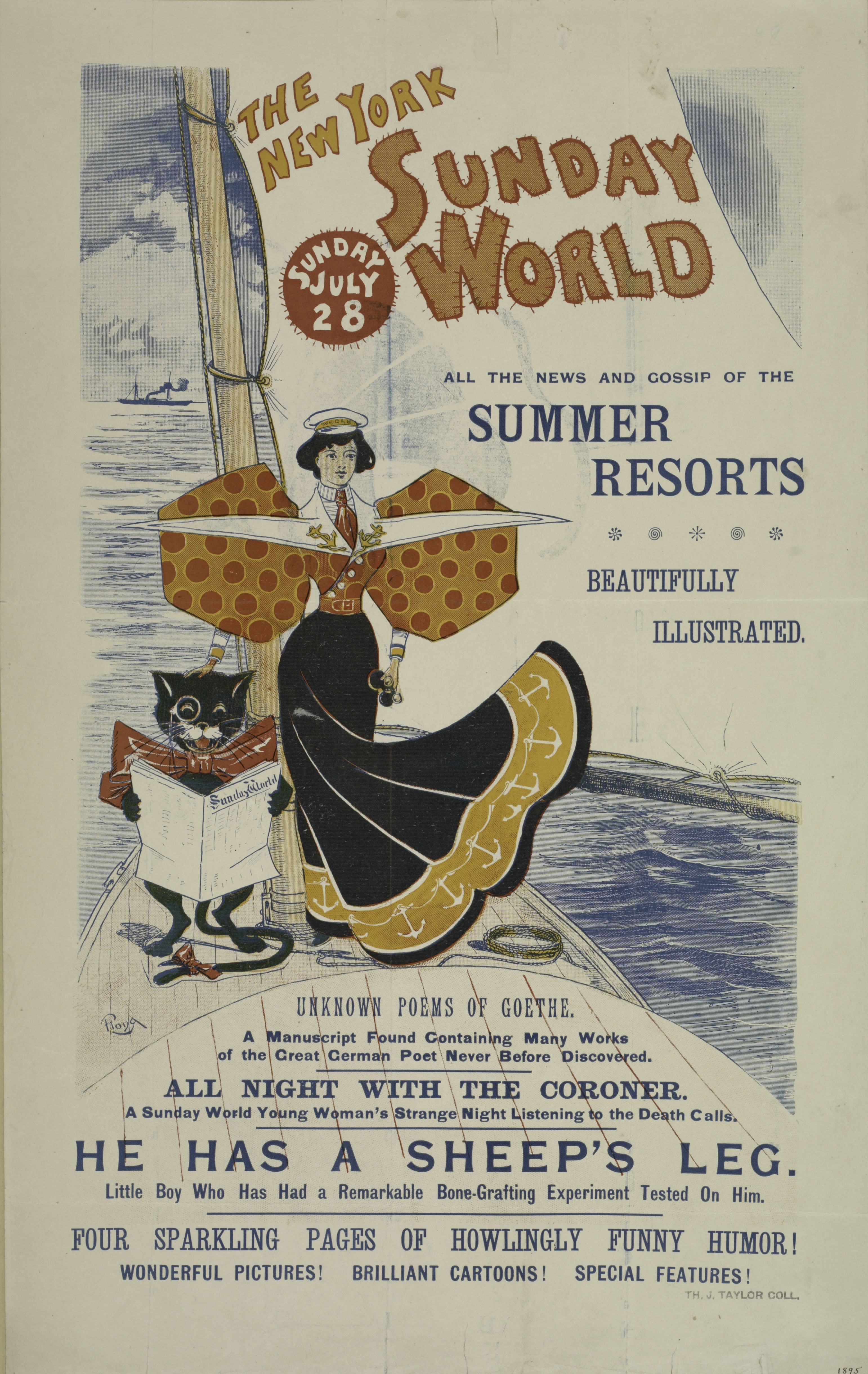
Áp phích cho tờ New York Sunday World ngày 28 tháng 7 năm 1895

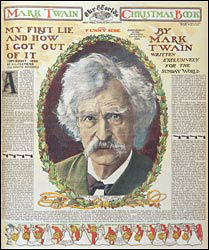
Số đặc biệt Giáng sinh 1899 có truyện của Mark Twain

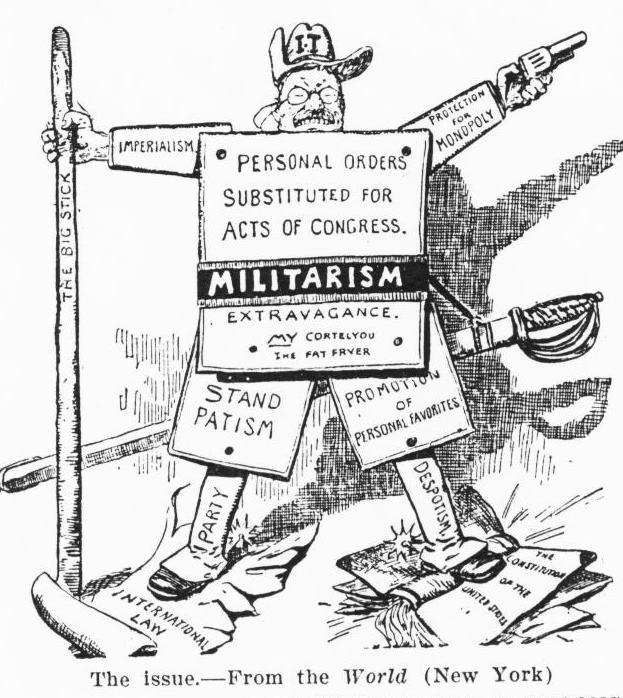
Tranh biếm họa chính trị năm 1904 về Tổng thống Theodore Roosevelt

## Liên kết ngoại
- Các tác phẩm của hoặc nói về New York World tại Internet Archive
- Original New York World articles tại Nellie Bly Online
- Slate article about the World Magazine's graphic design
- New York World of the Columbia School of Journalism